# イッツ・ゴナ・レイン・エニウェイ
「イッツ・ゴナ・レイン・エニウェイ」（It's gonna rain anyway）は、スウェーデンの歌手エリック・サーデの2作目のプロモーションシングル。

## 概要
アルバムでは「イッツ・ゴナ・レイン」として扱われた。

## 収録曲
1. イッツ・ゴナ・レイン・エニウェイ "It's gonna rain anyway"